# R.U.R.
R.U.R. (tjeckiska: Rossumovi Univerzální Roboti, svenska: Rossums universalrobotar) är en pjäs från 1920 skriven av Karel Čapek. Den hade premiär 1921. Till svenska översattes pjäsen första gången för radioteatern 1934 av Knut Knutsson. Pjäsen gavs ut i en nyöversättning 1983 av Eva Briis-Norén & Sam J. Lundwall.
År 2016 gavs den första översättningen av den tjeckiska originaltexten ut på Nilleditions förlag i översättning och bearbetning av Nille Svensson.
Genom pjäsen, som blev en succé, kom ordet robot att ersätta ord som automat och android som tidigare användes för att beskriva vad vi nu kallar robotar.